# Stefan Rieser
Stefan Rieser (* 6. Januar 1999) ist ein österreichischer Skirennläufer. Er ist auf die Speeddisziplinen Abfahrt und Super-G spezialisiert. Er gehört seit der Saison 2023/24 dem Ski Austria B-Kader an.

## Karriere
Rieser stammt aus Dorfgastein im Pongau und startet für den dort ansässigen Wintersportverein. Sein internationales Renndebüt gab Rieser am 2. Dezember 2015 bei einem Juniorenrennen in Steinach am Brenner. Sein erstes internationales Großereignis bestritt er 2019 bei den Juniorenweltmeisterschaften im italienischen Val di Fassa. Bis zu diesem Zeitpunkt war Rieser hauptsächlich bei FIS-Rennen an den Start gegangen. Er belegte als beste Platzierung den 12. Rang im Super-G.
Im darauffolgenden Jahr gelangen Rieser die ersten Punktegewinne im Europacup. Bei den Juniorenweltmeisterschaften in Narvik gewann er die Goldmedaille im Super-G sowie Bronze in der Abfahrt. Zu weiteren eventuellen Starts kam es nicht, da die Weltmeisterschaften aufgrund der Coronavirus-Pandemie abgebrochen wurden.
In der Europacupsaison 2022/23 feierte Rieser seine ersten Siege, er gewann die beiden Abfahrtsrennen am Sella Nevea. Die Saison beendete er auf dem vierten Rang der Abfahrtswertung und verpasste damit nur knapp einen Fixstartplatz für die Weltcupsaison 2023/24. Sein Weltcupdebüt feierte Rieser am 28. Dezember 2023 bei der Abfahrt von Bormio. Mit Rang 43 verpasste er die Weltcuppunkteränge jedoch deutlich. Die Europacupsaison 2023/24 beendete Rieser auf dem dritten Platz, wodurch er einen Startplatz im Abfahrtsweltcup für die Saison 2024/25 erhält. 
Am 21. Dezember 2024 gewann Rieser mit Rang 16 bei der Abfahrt von Gröden seine ersten Weltcuppunkte.  

## Erfolge

### Weltcup
- Eine Platzierung unter den besten 20

### Juniorenweltmeisterschaften
- Val di Fassa 2019: 12. Super-G, 19. Abfahrt, DNF Alpine Kombination
- Narvik 2020: 1. Super-G, 3. Abfahrt

### Europacup
- Saison 2022/23: 6. Gesamtwertung, 4. Abfahrtswertung, 8. Super-G-Wertung
- Saison 2023/24: 9. Gesamtwertung, 3. Abfahrtswertung
- 9 Podestplätze, davon 3 Siege:

| Datum             | Ort            | Land    | Disziplin |
| ----------------- | -------------- | ------- | --------- |
| 12. Januar 2023   | Sella Nevea    | Italien | Abfahrt   |
| 13. Januar 2023   | Sella Nevea    | Italien | Abfahrt   |
| 15. Dezember 2023 | Santa Caterina | Italien | Abfahrt   |

### South American Cup
- 2 Platzierungen unter den besten 10

### Weitere Erfolge
- 3 Siege bei FIS-Rennen
- U21 Staatsmeister im Super-G 2020[4]